# Equilibrio europeo
Equilibrio europeo, equilibrio de potencias europeas, equilibrio de poder en Europa o sistema europeo de Estados son las denominaciones historiográficas con las que se describe el equilibrio de poder mantenido por las potencias europeas a lo largo de las edades Moderna y Contemporánea mediante un complejo sistema de relaciones internacionales tal como se definió este concepto, que nace precisamente entre los Estados europeos de esos periodos históricos.
A partir del siglo XIX, para garantizar su propia estabilidad y la de todo el denominado Concierto europeo, las potencias reclamaron su derecho a la intervención actuando como una policía internacional para sofocar las sucesivas oleadas de revoluciones burguesas, cometido que cumplieron con relativo éxito (a excepción de la independencia de Bélgica en la revolución de 1830) hasta la crisis final del denominado sistema Metternich con la revolución de 1848. En la segunda mitad del siglo, fue el denominado sistema Bismarck el que consiguió mantener, en beneficio de Prusia (desde 1871 Segundo Imperio Alemán), un delicado equilibrio de alianzas basadas en la diplomacia secreta, que desde la caída del canciller en 1890 degeneró en el establecimiento de dos bloques antagónicos: la Triple Alianza y la Triple Entente.
Durante un siglo (1815-1914), hasta la Primera Guerra Mundial, el Concierto europeo mantuvo el equilibrio de poder consiguiendo evitar guerras a gran escala en Europa, con dos significativas excepciones: las relativas a la denominada cuestión de Oriente (como la Guerra de Crimea), o las vinculadas a las unificaciones nacionales (unificación alemana y unificación italiana). Tras la catastrófica experiencia de la Gran Guerra (1914-1918), que liquidó los grandes imperios (Alemán, Austrohúngaro, Ruso y Turco), uno de los objetivos del Tratado de Versalles fue la abolición del mismo concepto de equilibrio de poder y sustituirlo por el principio de seguridad colectiva que animaba la Sociedad de Naciones y los demás principios expresados por el presidente norteamericano Wilson en sus catorce puntos.

## Historia

### Westfalia y Utrecht
La guerra de los Treinta Años, que se inició como un conflicto religioso, acabaría desembocando en un larguísimo conflicto por el dominio de Europa, que supondría un enorme desgaste para la monarquía hispánica, que tras la Paz de Westfalia y el Tratado de los Pirineos vería reducidos de forma sensible sus territorios en Europa. Por aquel entonces, la economía del país ya llevaba años en crisis, agravada por la enorme inflación derivada del oro de América, fenómeno económico que recién se hacía conocido en el mundo. La decadencia española continuó tras la Guerra de Sucesión, el territorio español en Europa se vería reducido a los peninsulares, lo que, junto al hecho de que cada vez llegaba menos oro de América y la población decrecía, dejaron a España debilitada.
Tras la victoria frente a España, Francia fue la potencia hegemónica de Europa durante la segunda mitad del siglo XVII y gran parte del XVIII. Su época de máxima esplendor fue el reinado de Luis XIV, logrando entre otras cosas, expandir su poder dinástico, colocando a los borbones al frente de la península tras vencer en la Guerra de Sucesión Española.
En el siglo XVIII se formó una cambiante combinación de alianzas entre las grandes potencias europeas, como Austria, Prusia, Gran Bretaña, y Francia, cuyo principal objetivo era evitar la hegemonía de una de ellas o de un bloque estable de alguna de ellas (por ejemplo el Pacto de Familia entre los reinos de la casa de Borbón -Francia, España, Nápoles y otros territorios italianos-), y que fueron enfrentándose en la Guerra de Sucesión Austriaca, la Guerra de los Siete Años, la Guerra de Sucesión bávara, la Guerra de Sucesión Polaca y otras menores o restringidas a las colonias (como la Guerra del Asiento). Francia y Gran Bretaña lucharían en la Guerra de los Siete Años por la hegemonía, saliendo victoriosa la segunda.

### La Era de la revolución
La Independencia de los Estados Unidos (1776), la Revolución francesa (1789) y la subsiguiente expansión continental de Francia, así como la Independencia Hispanoamericana (desde 1808) cambiaron de forma determinante el equilibrio internacional en Europa y el mundo al incluir como fuerza emergente los principios de la revolución liberal (la soberanía nacional y el protagonismo de los pueblos) frente a unas fuerzas sociales y políticas del Antiguo Régimen sumidos en una evidente crisis.
A pesar del aislamiento diplomático y la intensa presión militar a que fue sometida la Francia revolucionaria por parte de todas las potencias europeas coaligadas (en uno u otro momento funcionaron siete coaliciones: de la Primera Coalición a la Séptima Coalición) ésta se impuso a las monarquías absolutas en las Guerras Revolucionarias Francesas, y extendió por el continente sus nuevos conceptos políticos. Los franceses, liderados por Napoleón Bonaparte, lograron subyugar de manera efectiva prácticamente toda la Europa continental en el curso de la Gran Guerra Francesa. La máxima expansión de los dominios franceses fue en 1811, año en que sólo Reino Unido se libraba de la influencia de Francia, sometida pese a ello al bloqueo continental. Finalmente, Napoleón sería derrotado en la Batalla de Waterloo y las potencias europeas se reunirían en Viena para redibujar el mapa de Europa.
La derrota de la Francia revolucionaria permitió a las monarquías absolutas (con la complacencia de la monarquía parlamentaria británica, que inició una era de espléndido aislamiento basado en su predominio económico, naval y colonial a escala planetaria) diseñar en el Congreso de Viena (1815) una Europa de la Restauración o de los Congresos, en que las potencias de la Santa Alianza (Austria, Prusia y el Imperio Ruso) establecieron un delicado equilibrio entre el legitimismo dinástico (la reposición en sus tronos de los monarcas desplazados por el sistema imperial napoleónico) y un nuevo trazado fronterizo que sólo parcialmente volvía a las fronteras de 1793, beneficiando a las potencias vencedoras y estableciendo una línea de estados tapón (reino de Piamonte-Cerdeña y Reino Unido de los Países Bajos) frente al restaurado reino de Francia, cuyo futuro podía ser aún una incógnita. 
El Reino Unido, Austria y Rusia salieron como los grandes poderes tras el congreso de Viena.
     Entente
     Colonia, de uju chan y/o territorios ocupados por la Entente
     Potencias centrales
     Territorio ocupado por las potencias centrales y/o sus colonias

### Entre 1814 y 1919
Entre los temas importantes de la época están la rápida industrialización y el creciente poder del Reino Unido, Europa y más tarde, de los Estados Unidos, con Japón surgiendo como gran potencia e imperio al final de este período. Esto llevó a una competición imperialista y colonialista por la influencia y el poder por todo el mundo, cuyo impacto aún es amplio y con consecuencias que llegan a la época actual. El Reino Unido estableció una red económica informal que, combinada con la Royal Navy, hizo de ella la nación más influyente de la época. Hablando en términos generales, no hubo conflictos graves entre las grandes potencias, siendo la mayor parte de las guerras escaramuzas entre beligerantes dentro de las fronteras de países concretos. En Europa, las guerras fueron mucho más pequeñas, más cortas y menos frecuentes que nunca. Este siglo tranquilo se quebró al estallar la Primera Guerra Mundial (1914-18), que fue inesperada en cuanto a su momento, duración, bajas, e impacto a largo plazo.
Al comienzo de este período hubo un acuerdo informal que reconocía cinco Grandes Potencias en Europa: el Imperio austríaco (más tarde Austria-Hungría), el Imperio británico, la Francia imperial (más tarde la tercera República francesa), el Reino de Prusia (más tarde el Imperio alemán) y el Imperio ruso. A este grupo se añadió a finales del siglo XIX, la recientemente unificada Italia. A principios del siglo XX, empezaron a ser respetadas como grandes potencias semejantes dos países no europeos, Japón y los Estados Unidos de América, pasarían a ser respetadas como grandes potencias semejantes.

### La crisis de los veinte años
Estos propósitos, a pesar de los continuados esfuerzos de la diplomacia europea (Tratados de Locarno, 1925, Pacto Briand-Kellogg, 1928), fracasaron claramente en el convulso periodo que siguió a la crisis de 1929. Ya desde el inicio del periodo de entreguerras se venía dividiendo Europa en tres tipos de estados: las democracias occidentales (democracias liberales con sistema capitalista), lideradas por Francia y Gran Bretaña, la experiencia de construcción de un estado socialista en la Unión Soviética y los regímenes fascistas inspirados en la Italia de Mussolini y la Alemania de Hitler. El fracaso de la política de apaciguamiento con que los estados democráticos pretendían controlar el avance de la Alemania nazi, que desde la ocupación de poder por Hitler en 1933 comenzó un programa no oculto de incumplimiento del Tratado de Versalles y de la legalidad internacional que representaba la Sociedad de Naciones (rearme, implicación en la guerra civil española -en la que las democracias habían querido imponer el principio de no intervención-, remilitarización de Renania, Anschluss de Austria, crisis de los Sudetes e invasión de Checoslovaquia), quedó patente en la Conferencia de Múnich de 1938, y en última instancia condujo a la Segunda Guerra Mundial.

### Segunda Guerra Mundial
Esta se inició con un antinatural pacto germano soviético (1939), y acabó con una alianza temporal entre los aliados occidentales (liderados por los Estados Unidos) y la Unión Soviética. Esa circunstancia determinó la división de Alemania y de toda Europa en dos zonas de influencia separadas por un telón de acero (negociadas en la Conferencia de Yalta, 1944, y la Conferencia de Potsdam, 1945) entre las que figuraban una serie de estados tapón neutrales (Finlandia, Suecia, Suiza, Austria, Yugoslavia).

### Guerra Fría
En la era posterior a la Segunda Guerra Mundial, denominada la Guerra Fría, se estableció una política de bloques en la que la paz se mantenía gracias a un equilibrio del terror sustentado por la certeza de la destrucción mutua asegurada (ambos bloques poseían el arma nuclear), y en la que la posibilidad de una guerra convencional limitada en un escenario europeo había quedado descartada, por la decisión con la que ambos bloques enfrentaron los conflictos que fueron surgiendo (el más grave, el bloqueo de Berlín de 1948). El Bloque del Este (militarmente denominado Pacto de Varsovia) quedó construido en la Europa Oriental ocupada por la Unión Soviética (y ampliado sucesivamente mediante violentos conflictos en espacios alejados de Europa, el Tercer Mundo -China, Corea, Vietnam, Cuba-). El Bloque Occidental (militarmente denominado OTAN) quedó construido en Europa Occidental, liderado por los Estados Unidos y en el que se fue formando y ampliando un fructífero proyecto de unión económica: el Mercado Común Europeo.
La distensión entre los dos bloques se expresó en la convocatoria de la Conferencia sobre la Seguridad y la Cooperación en Europa (llamada de Helsinki, 1975), que reafirmó la intangibilidad de las fronteras diseñadas en Yalta, aunque permitió la consideración de los derechos humanos como un punto clave en las relaciones internacionales, lo que en la práctica significó un reconocimiento del papel de la disidencia en los países del Este, que con el tiempo se demostró decisivo en la crisis de los regímenes comunistas.
El último episodio de la guerra fría en Europa fue una carrera de armamentos protagonizada por el despliegue de misiles de alcance intermedio (llamados euromisiles: los SS-20 soviéticos y los Pershing estadounidenses -quienes también desarrollaron el misil de crucero-). La Unión Soviética no estuvo en posición de soportar el deterioro económico que le produciría la continuidad de tal incremento de gasto militar, lo que contribuyó a su opción por una solución reformista (la perestroika de Gorbachov).

### La Europa actual
La caída del muro de Berlín en 1989 precipitó la disolución de los regímenes comunistas de Europa del Este y de la propia Unión Soviética (1991), el fin de la política de bloques y el comienzo de un nuevo orden mundial en el que la centralidad de Europa quedó cuestionada en beneficio de otros espacios, como Oriente Medio y el área del Pacífico (especialmente por la proyección geoestratégica de China y otros países emergentes). Se puso en duda incluso la capacidad de la ampliada Unión Europea para gestionar por sí misma los asuntos continentales, como demostraron las sucesivas crisis internacionales debidas a las descomposición de Yugoslavia (Guerras Yugoslavas), en las que la intervención de los Estados Unidos fue la decisiva. El peso económico de la Alemania reunificada no se tradujo en un liderazgo político continental, manteniéndose el denominado eje franco-alemán frente a la posición del Reino Unido, más proclive al mantenimiento de su relación especial transatlántica con los Estados Unidos. Por otro lado tanto la ampliación de la Unión Europea hacia el este como la imposición de soluciones contrarias a Serbia en los conflictos balcánicos fueron asuntos vistos con recelo por la reconstruida Federación Rusa. Su condición de potencia disminuida no la permitió influir en ninguno de ellos, aunque sí que pudo tensionar las relaciones internacionales de forma puntual, especialmente por el incremento de su papel en el abastecimiento energético a Europa Central (conflictos denominados guerra del gas). En cambio, en el Cáucaso sí que se consintió a Rusia la imposición de sus puntos de vista estratégicos (guerra de Chechenia, guerra de Osetia).